# Butanoat de pentil
El butanoat de pentil (anomenat abans butirat de pentil) és un èster que es forma quan el pentan-1-ol reacciona amb l'àcid butanoic, normalment en presència d'àcid sulfúric com a catalitzador. Té una olor similar a la pera o l'albercoc. També és un dels additius de les cigarretes.